# Дети революции (роман)
Дети революции (англ. Children of the Revolution) — опубликованный в 2013 году 21-й роман канадского писателя детективов Питера Робинсона из серии романов об инспекторе Бэнксе, действие которых происходит в Йоркшире. 
Сюжет романа повествует о преподавателе колледжа Гэвине Миллере, которого находят мёртвым на железнодорожных путях с 5000 фунтов стерлингов в кармане.

## Критика
Трейси Шерлок из Vancouver Sun высказала мнение, что поклонники «не будут разочарованы» и что роман «показывает Бэнкса одновременно уязвимым и непогрешимым человеком и блестящим, инстинктивным следователем». Джек Баттен из Toronto Star написал, что Робинсон «блестяще справляется с этими разговорами, постепенно отделяя коварных лжецов от честных ораторов правды и подталкивая историю к решению, которое одновременно логично и интригующе». Питер Робб из Ottawa Citizen написал, что, хотя роман «стоит прочитать», ему «другие тома нравились больше, чем этот».